# 中国驻塞浦路斯大使馆
中华人民共和国驻塞浦路斯共和国大使馆（希臘語：Πρεσβεία της Λαϊκής Δημοκρατίας της Κίνας στην Κυπριακή Δημοκρατία），简称中国驻塞浦路斯大使馆，是中华人民共和国驻塞浦路斯的外交代表机构。

## 机构设置
中国驻塞浦路斯大使馆设置下列机构：
- 政治处
- 领事部
- 经商处